# Àcid tetracosanoic
L'àcid tetracosanoic (anomenat també, de forma no sistemàtica, àcid lignocèric) és un àcid carboxílic de cadena lineal amb vint-i-quatre àtoms de carboni, la qual fórmula molecular és {\displaystyle {\ce {C24H48O2}}}. En bioquímica és considerat un àcid gras, i se simbolitza per C24:0.

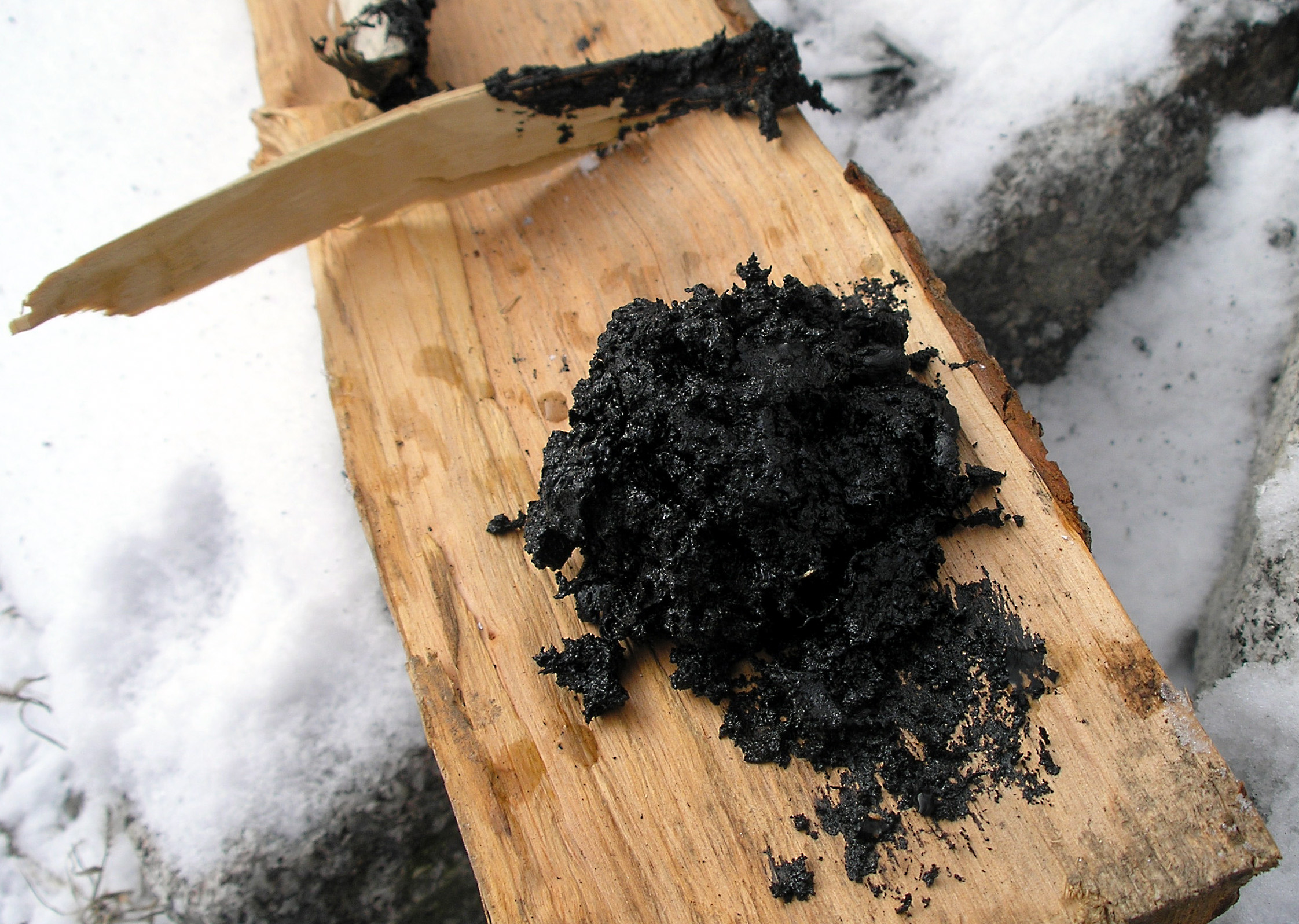
Quitrà de bedoll

L'àcid tetracosanoic a temperatura ambient és un sòlid blanc que fon a 87,5–88,0 °C. A 10 mm de Hg de pressió bull a 272 °C. La seva densitat entre 4 i 100 °C 0,8207 g/cm³ i el seu índex de refracció val 1,4373 a 70 °C. És soluble en etanol.
Es troba en el carbó de la fusta, d'on prové el seu nom comú, del llatí lĭgnum, ‘llenya’; en diversos cerebròsids i en petites quantitats en la majoria dels greixos naturals. L'oli de les llavors del tamarinde Tamarindus indica, oli de l'Índia, té la proporció més elevada d'àcid tetracosanoic que es coneix, un 22,3 %. També l'oli de la llavor Adenanthera pavonia en conté en quantitats significatives.